# Stimmansatz
Der Stimmansatz (oder auch Tonansatz) stellt die körperliche und geistige Voraussetzung für den Gesang dar.

## Beschreibung
Um effizient zu singen und gesungene Töne möglichst wohlklingend zu gestalten, muss der Sänger insbesondere seinen Atem- und seinen Vokaltrakt trainieren, um die Atemstütze zu optimieren. Dabei kommt es vor allem auf den zielgerichteten und wirkungsvollen Einsatz der am Gesang beteiligten Muskulatur an. Eine besondere Rolle kommt bei der Wahrnehmung und Steuerung der Prozesse den Rezeptoren an den Stimmlippen und in der Pharynx zu. Durch regelmäßiges Üben gehen die Abläufe ins Unterbewusstsein über, so dass sich der Sänger auf die Intonation oder die inhaltliche und künstlerische Interpretation der Gesänge konzentrieren kann.
Durch gezielte Beeinflussung des Stimmansatzes können verschiedene Klangfarben und Geräusche erzeugt werden, wie sie vor allem zur Bildung von Vokalen und Konsonanten erforderlich sind.

## Beeinflussung
Die entsprechenden Wahrnehmungen und dazugehörigen Vorstellungen werden im Rahmen der Stimmbildung von Gesangspädagogen vermittelt. Viele Sänger verbinden ihren Stimmansatz mit bestimmten Vorstellungen von Resonanzen oder Vibrationen im Kopf oder im Körper. Diese meist subjektiv empfundenen Bezugszonen müssen jedoch nicht notwendigerweise tatsächlich schwingen oder an der Bildung des Klanges beteiligt sein und liegen teilweise sogar außerhalb des Körpers. Stimmphysiologisch sind sie daher nicht unbedingt nachweisbar, können aber dem Sänger dennoch helfen, seinen Stimmansatz positiv zu beeinflussen. Darüber hinaus gibt es auch objektive Kriterien, die zur Charakterisierung und Verbesserung des Stimmansatzes herangezogen werden können, wie zum Beispiel Lungenfunktionsmessungen oder die Messung der Intensität des Sängerformanten.

## Weiteres
Im etwas reduzierten Umfang gelten diese Überlegungen nicht nur für Sänger, sondern auch für Redner. Im übertragenen Sinn gelten ähnliche Überlegungen unter Einbeziehung der Instrumentenmundstücke und der Resonatoren der Blasinstrumente auch für den Tonansatz bei Bläsern (siehe auch Ansatz (Blasinstrument)).